# Puchar Spenglera 2004
Puchar Spenglera 2004

## Faza Grupowa
L = lokata, M = liczba rozegranych spotkań, W = Wygrane (ogółem), P = Porażki (ogółem), R = Remisy, WpD = Wygrane o dogrywce (lub karnych), PpD = Porażki po dogrywce (lub karnych), G+ = Gole strzelone, G- = Gole stracone, Pkt = Liczba zdobytych punktów +/- Różnica bramek
| L  | Drużyna                 | M | Pkt | W | R | P | WpD | PpD | G+ | G- | +/- |
| -- | ----------------------- | - | --- | - | - | - | --- | --- | -- | -- | --- |
| 1. | HC Davos                | 4 | 7   | 3 | 0 | 1 | 1   | 1   | 17 | 10 | +7  |
| 2. | Sparta Praga            | 4 | 6   | 3 | 0 | 1 | 1   | 0   | 18 | 15 | +3  |
| 3. | Team Canada             | 4 | 6   | 3 | 0 | 1 | 1   | 0   | 13 | 10 | +3  |
| 4. | Mietałłurg Magnitogorsk | 4 | 4   | 1 | 0 | 3 | 0   | 2   | 14 | 17 | -3  |
| 5. | HIFK Hockey             | 4 | 0   | 0 | 0 | 4 | 0   | 0   | 8  | 18 | -10 |

26 grudnia:
- HC Davos - HIFK Helsinki 6:1
- Team Canada - Mietałłurg Magnitogorsk 5:2

27 grudnia:
- Mietałłurg Magnitogorsk - Sparta Praga 5:6 po karnych
- HC Davos - Team Canada 2:3 po karnych

28 grudnia:
- HC Davos - Mietałłurg Magnitogorsk 3:2 po karnych
- Sparta Praga - HIFK Helsinki 4:2

29 grudnia:
- Team Canada - Sparta Praga 2:4
- Mietałłurg Magnitogorsk - HIFK Helsinki 5:3

30 grudnia:
- HIFK Helsinki - Team Canada 2:3
- HC Davos - Sparta Praga 6:4

## Finał
31 grudnia:
- HC Davos - Sparta Praga 2:0

## Ostateczna kolejność
| M | Nazwa klubu             |
| 1 | HC Davos                |
| 2 | Sparta Praga            |
| 3 | Team Canada             |
| 4 | Mietałłurg Magnitogorsk |
| 5 | HIFK Hockey             |